# Titz (gmina)
Titz – miejscowość i gmina w Niemczech, w kraju związkowym Nadrenia Północna-Westfalia, w rejencji Kolonia, w powiecie Düren. W 2020 roku liczyła 8697 mieszkańców.

## Historia
Nazwa miejscowości, pierwotnie znanej jako Titiacum, prawdopodobnie pochodzi od imienia rzymskiego wojskowego Tytusa Flawiusza. Około 2000 roku p.n.e. gospodarka wsi opierała się na rolnictwie, czemu sprzyjała obecność gleb lessowych. Pierwsza wzmianka pochodzi z roku 1166. Od XIII do XVI wieś była siedzibą rodu von Titzów podległych księciom Jülich, a rozwojowi wsi sprzyjało położenie na szlaku handlowym między Akwizgranem a Düsseldorfem. Miejscowość została w 1857 zniszczona przez pożar. W 1873 doprowadzono tu linię kolejową, a w 1890 utworzono na niej przystanek kolejowy.

## Religia
We wsi znajduje się rzymskokatolicki kościół parafialny śś. Kosmy i Damiana oraz ewangelicki dom modlitwy należący do parafii Kirchherten.